# Peter Gill
Peter E. Gill (Aldridge, 23 de julho de 1930 – Maidstone, 23 de abril de 2020) foi um jogador de golfe profissional inglês. Em 1959, venceu o Torneio dos Assistentes de Coombe Hill e a Copa Gor-Ray em semanas sucessivas.
Morreu em 23 de abril de 2020, vítima da COVID-19.